# Medense Futebol Clube
O Medense Futebol Clube é um clube português localizado na união das freguesias de Melres e Medas, concelho de Gondomar, distrito do Porto. O clube foi fundado em 1 de Outubro de 1972. A sua sede social está localizada na Rua Outeiro do Seixo, 4515-411 Medas-Gondomar e o seu parque de jogos esta localizado na Rua Portela da Varziela 4515-564 Medas-Gondomar.
A equipa de futebol sénior não participa nos campeonatos da Associação de Futebol do Porto desde a época de 2014/15. Na época 2015/16 participa na Liga Desportiva de Gondomar (LDGDM), na modalidade de Futsal e no escalão de Seniores.